# Марк Мілошиа
Марк Ентоні Мілошиа (англ. Mark Anthony Miloscia; нар. 13 вересня 1958, Білоксі) — американський політик, офіцер ВПС США у відставці, член Республіканської партії, член Палати представників штату Вашингтон (1999—2013), сенатор штату Вашингтон (2015—2019).

## Біографія
Народився 13 вересня 1958 в Білоксі, штат Міссісіпі. У віці 6 років він разом із сім'єю переїхав у Нью-Йорк.
Після 10 років служби у Військово-повітряних силах США, подав у відставку. Отримав ступінь бакалавра технічних наук в Академії ВПС США, ступінь магістра мистецтв в Університеті Чепмана з клінічної психології та ступінь магістра ділового адміністрування (MBA) в Університеті Північної Дакоти. Також закінчив програму лідерства в Центрі державного та місцевого самоврядування імені Таубмена в Школі управління імені Джона Кеннеді при Гарвардському університеті.
Останні 25 років проживав в містах Оберн та Федерал-Вей з дружиною, трьома дітьми та внуками.

### Політична кар'єра
Марк відбув сім термінів у Палаті представників штату Вашингтон як член Демократичної партії. Вперше був обраний у 1998 році від 30-го законодавчого округу.
6 березня 2014 року Мілошиа перейшов до Республіканської партії та оголосив про свою кандидатуру в Сенат штату. Врешті-решт виграв вибори з відривом у 11 %.

## Нагороди
- орден «За заслуги» III ступеня (Україна, 23 серпня 2017) — за вагомий особистий внесок у зміцнення міжнародного авторитету Української держави, популяризацію її історичної спадщини і сучасних надбань[4][5];